# Sost
Sost település Franciaországban, Hautes-Pyrénées megyében. Lakosainak száma 99 fő (2022. január 1.). Sost Esbareich, Bachos, Caubous, Cazaux-Layrisse, Cier-de-Luchon, Guran, Lège, Mayrègne, Saint-Paul-d’Oueil, Binos, Ferrère és Cirès községekkel határos.

## Népesség
A település népessége az elmúlt években az alábbi módon változott:
| Lakosok száma | 93   | 89   | 90   | 92   | 94   | 95   | 96   | 97   | 99   |
|               | 2013 | 2015 | 2016 | 2017 | 2018 | 2019 | 2020 | 2021 | 2022 |